# 格雷格縣 (德克薩斯州)
格雷格縣（英語：Gregg County）位美國德克薩斯州東北部的一個縣。面積716平方公里。根据美國2000年人口普查，共有人口111,379人。縣治朗維尤（Longview）。
成立於1873年4月12日，縣政府成立於同年6月28日。縣名紀念美國內戰時期德克薩斯第七志願團的創建者約翰·格雷格（John Gregg）。